# Neophasia menapia
Neophasia menapia är en fjärilsart som först beskrevs av Felder 1859.  Neophasia menapia ingår i släktet Neophasia och familjen vitfjärilar. Inga underarter finns listade i Catalogue of Life.